# Stenopterygia commixta
Stenopterygia commixta là một loài bướm đêm trong họ Noctuidae.